# Lil Star
Lil Star è un singolo della cantante statunitense Kelis, il terzo estratto dall'album in studio Kelis Was Here e pubblicato il 19 febbraio 2007.

## Descrizione
Il brano ha visto la partecipazione di Cee-Lo, il quale ha ricoperto anche il ruolo di produttore dello stesso. Il singolo si è rivelato un ottimo successo in Europa, principalmente raggiungendo la terza nel Regno Unito, dove il singolo ha venduto complessivamente 125 000 copie ed è diventato il sessantunesimo maggior successo dell'anno.

## Video musicale
Il videoclip prodotto per Lil Star è stato diretto dal regista Marc Klasfeld, che nello stesso anno lavorerà con Kelis anche nei video di Bossy e Blindfold Me, e girato nel dicembre 2006 a Los Angeles.

## Tracce
UK CD 1
1. Lil Star (Radio Edit)
2. 80's Joint

UK CD 2
1. Lil Star (Album Version)
2. Lil Star (Linus Loves Remix)
3. Lil Star (Soundboy Remix)
4. Lil Star (Future Cut Throw Back Mix)
5. Lil Star (Video)

12"
- Lato A:

1. Lil Star (Main)
2. Lil Star (Instrumental)

- Lato B:

1. Lil Star (Main)
2. Lil Star (A Capella)

Promo remixes CD
1. Lil Star (Linus Loves Remix featuring Cee-Lo)
2. Lil Star (Linus Loves Dub featuring Cee-Lo)
3. Lil Star (Future Cut Remix featuring Cee-Lo)
4. Lil Star (Soundbwoy Remix featuring Cee-Lo)
5. Lil Star (Soundbwoy Instrumental)
6. Lil Star (Al Usher 12" Mix featuring Cee-Lo)

## Classifiche
| Classifica (2007) | Posizione massima |
| ----------------- | ----------------- |
| Europa            | 12                |
| Germania          | 99                |
| Irlanda           | 8                 |
| Regno Unito       | 3                 |
| Regno Unito (R&B) | 1                 |
| Repubblica Ceca   | 69                |
| Romania           | 25                |
| Russia            | 61                |
| Slovacchia        | 18                |
| Turchia           | 4                 |
| Ungheria          | 7                 |